# Madison McKinley
Pour les articles homonymes, voir McKinley.
Madison McKinley, née le 13 mars 1986 à Vail au Colorado, est une actrice américaine.

## Biographie
En 2011, Madison McKinley participe à la 15e édition (en) de l'émission The Bachelor.

## Filmographie
- 2007 : 30 Rock (série télévisée) : Dutch Cousin
- 2009 : Flight of the Conchords (série télévisée) : Gel girl
- 2009 : Kings (série télévisée) : Cute Bartender
- 2009 : Rescue Me : Les Héros du 11 septembre (série télévisée) : Snezyanna (2 épisodes)
- 2009 : Michael & Michael Have Issues (série télévisée) : Jenny
- 2009 : Lenox Avenue : Sam
- 2009 : The Wonder of See-saws (court métrage) : Madison
- 2010 : White Collar (série télévisée) : Attendant (2 épisodes)
- 2010 : Wonder... : Madison
- 2011 : Are We There Yet? (série télévisée) : White girl / Publicist (2 épisodes)
- 2011 : The Smurfs : Model
- 2011 : Damages (série télévisée) : Model #1
- 2011 : Lessons from the Road (court métrage) : Lilith
- 2012 : NYC 22 (série télévisée) : Pross #4
- 2012 : The Good Wife (série télévisée) : Melody
- 2012 : New York, unité spéciale (saison 14, épisode 5) : Claire
- 2012 : Americana (téléfilm) : Americana's Publicist
- 2013 : Person of Interest (série télévisée) : Candi
- 2013 : All My Children (série télévisée) : Julie (3 épisodes)
- 2013 : Le Loup de Wall Street : Heidi
- 2014 : The Other Woman : la serveuse
- 2014 : Power (série télévisée) : Sabrina
- 2015 : Orange Is the New Black (série télévisée) : Rachel
- 2016 : Vinyl (série télévisée) : Nicole
- 2016 : Love Kills : Marissa
- 2016 : Hollyweed (téléfilm) : Flower
- 2017 : Kensho at the Bedfellow : Nicki
- 2017 : Flaked (série télévisée) : Cute Girl (2 épisodes)
- 2017 : Molly's Game : Shelby
- 2017 : Palm Swings : Rachel
- 2018 : Realms : Jewel
- 2018 : American Fright Fest : Taylor
- 2018 : Murder at the Mansion : Sienna
- 2019 : Purge of Kingdoms : Denise, mère des Dragons